# 明朝鄉試正副考官列表
本表按年份、科次列舉明朝（包括南明）各鄉試主考官。主要參考資料為黃崇蘭《增補貢舉考略》，並根據其他資料校補，並以注釋標明。

## 鄉試主考官
| 科次                           | 北平              | 應天          | 浙江          | 江西          | 福建          | 湖廣          | 河南          | 山東          | 山西          | 陝西          | 四川          | 廣東          | 廣西          | 雲南          | 雲南          |
| ------------------------------ | ----------------- | ------------- | ------------- | ------------- | ------------- | ------------- | ------------- | ------------- | ------------- | ------------- | ------------- | ------------- | ------------- | ------------- | ------------- |
| 洪武三年 庚戌科 （1370年）     | 失載              | 劉基 秦裕伯   | 失載          | 蔡深 曹孔章   | 失載          | 失載          | 失載          | 失載          | 失載          | 失載          |               | 失載          | 附試廣東      |               |               |
| 洪武四年 辛亥科 （1371年）     | 失載              | 吳琳 宋濂     | 失載          | 失載          | 鮑恂 宋僖     | 失載          | 失載          | 失載          | 失載          | 失載          |               | 失載          | 附試廣東      |               |               |
| 洪武五年 壬子科 （1372年）     | 失載              | 曾魯 詹同     | 貝瓊 沈孟麟   | 失載          | 失載          | 失載          | 失載          | 失載          | 失載          | 失載          | 失載          | 失載          | 附試廣東      |               |               |
| 洪武十七年 甲子科 （1384年）   | 失載              | 失載          | 失載          | 失載          | 沈孟麟 張九韶 | 失載          | 滕克恭 不詳   | 失載          | 失載          | 失載          | 失載          | 失載          | 失載          |               |               |
| 洪武二十年 丁卯科 （1387年）   | 失載              | 陳謨 不詳     | 失載          | 張九韶 不詳   | 失載          | 失載          | 吳伯章 不詳   | 失載          | 失載          | 失載          | 失載          | 失載          | 失載          |               |               |
| 洪武二十三年 庚午科 （1390年） | 失載              | 滕克恭 不詳   | 失載          | 失載          | 失載          | 失載          | 劉良甫 程彥初 | 失載          | 失載          | 失載          | 失載          | 失載          | 失載          |               |               |
| 洪武二十六年 癸酉科 （1393年） | 失載              | 失載          | 失載          | 失載          | 失載          | 失載          | 失載          | 失載          | 失載          | 失載          | 失載          | 失載          | 失載          |               |               |
| 洪武二十九年 丙子科 （1396年） | 失載              | 失載          | 失載          | 失載          | 失載          | 失載          | 失載          | 失載          | 失載          | 失載          | 失載          | 失載          | 失載          |               |               |
| 建文元年 己卯科 （1399年）     | 失載              | 方孝孺 高遜志 | 失載          | 失載          | 失載          | 胡儼 不詳     | 失載          | 失載          | 失載          | 失載          | 失載          | 失載          | 失載          |               |               |
| 建文四年 壬午科 （1402年）     |                   |               | 失載          |               |               | 失載          |               | 失載          |               | 失載          | 失載          | 失載          | 失載          |               |               |
| 科次                           | 北京              | 應天          | 浙江          | 江西          | 福建          | 湖廣          | 河南          | 山東          | 山西          | 陝西          | 四川          | 廣東          | 廣西          | 雲南          | 雲南          |
| 永樂元年 癸未科 （1403年）     |                   | 失載          | 胡廣 王章     | 失載          | 失載          | 失載          | 失載          | 失載          | 失載          | 失載          | 失載          | 失載          | 失載          |               |               |
| 永樂三年 乙酉科 （1405年）     | 失載              | 王景 王達     | 失載          | 失載          | 失載          | 失載          | 失載          | 失載          | 失載          | 失載          | 失載          | 失載          | 失載          |               |               |
| 永樂六年 戊子科 （1408年）     | 失載              | 李貫 王洪     | 失載          | 顧文 不詳     | 鄭宏 不詳     | 失載          | 失載          | 失載          | 失載          | 失載          | 失載          | 失載          | 失載          |               |               |
| 永樂九年 辛卯科 （1411年）     | 失載              | 胡廣 楊榮     | 失載          | 失載          | 鈕天錫 不詳   | 失載          | 失載          | 失載          | 失載          | 失載          | 失載          | 失載          | 失載          | 失載          | 失載          |
| 永樂十二年 甲午科 （1414年）   | 曾棨 鄒緝         | 楊溥 周述     | 失載          | 失載          | 失載          | 失載          | 失載          | 失載          | 失載          | 失載          | 失載          | 失載          | 失載          | 失載          | 失載          |
| 永樂十五年 丁酉科 （1417年）   | 鄒緝 王英         | 梁潛 陳全     | 失載          | 失載          | 失載          | 失載          | 失載          | 失載          | 失載          | 失載          | 失載          | 失載          | 失載          | 失載          | 失載          |
| 永樂十八年 庚子科 （1420年）   | 鄒緝 王英         | 張伯頴 陳仲完 | 失載          | 失載          | 失載          | 失載          | 失載          | 失載          | 失載          | 失載          | 失載          | 失載          | 失載          | 失載          | 失載          |
| 科次                           | 順天              | 應天          | 浙江          | 江西          | 福建          | 湖廣          | 河南          | 山東          | 山西          | 陝西          | 四川          | 廣東          | 廣西          | 雲南          | 雲南          |
| 永樂二十一年 癸卯科 （1423年） | 王英 林誌         | 羅汝敬 李騏   | 失載          | 失載          | 失載          | 失載          | 失載          | 失載          | 失載          | 失載          | 失載          | 失載          | 失載          | 失載          | 失載          |
| 宣德元年 丙午科 （1426年）     | 王直 王鈺         | 林誌 余學夔   | 失載          | 失載          | 失載          | 失載          | 失載          | 失載          | 失載          | 失載          | 失載          | 失載          | 失載          | 失載          | 失載          |
| 宣德四年 己酉科 （1429年）     | 王直 李時勉       | 錢習禮 劉永清 | 董璘 不詳     | 韓陽 不詳     | 失載          | 失載          | 失載          | 失載          | 失載          | 失載          | 失載          | 失載          | 失載          | 失載          | 失載          |
| 宣德七年 壬子科 （1432年）     | 周述 錢習禮       | 李時勉 苗衷   | 失載          | 失載          | 失載          | 失載          | 失載          | 失載          | 失載          | 失載          | 失載          | 失載          | 失載          | 失載          | 失載          |
| 宣德十年 乙卯科 （1435年）     | 李時勉 高穀       | 周述 苗衷     | 黎公弁 不詳   | 失載          | 失載          | 失載          | 失載          | 失載          | 失載          | 失載          | 失載          | 失載          | 失載          | 失載          | 失載          |
| 正統三年 戊午科 （1438年）     | 曾鶴齡 洪璵       | 錢習禮 陳詢   | 陶元素 不詳   | 失載          | 失載          | 失載          | 失載          | 失載          | 失載          | 失載          | 失載          | 失載          | 失載          | 失載          | 失載          |
| 正統六年 辛酉科 （1441年）     | 錢習禮 李騏       | 陳循 陳用     | 陶元素 不詳   | 林璧 林文秸   | 失載          | 失載          | 失載          | 失載          | 失載          | 失載          | 失載          | 失載          | 失載          | 失載          | 失載          |
| 正統九年 甲子科 （1444年）     | 馬愉 龔錡         | 高穀 邢寬     | 失載          | 失載          | 失載          | 失載          | 胡㵾 聶大年   | 失載          | 失載          | 失載          | 失載          | 舒宗辰 不詳   | 失載          | 失載          | 失載          |
| 正統十二年 丁卯科 （1447年）   | 習嘉言 邢寬       | 王一寧 錢溥   | 失載          | 失載          | 許彬 不詳     | 失載          | 失載          | 失載          | 失載          | 失載          | 失載          | 失載          | 失載          | 失載          | 失載          |
| 景泰元年 庚午科 （1450年）     | 劉鉉 陳文         | 吳節 劉定之   | 失載          | 失載          | 失載          | 失載          | 失載          | 失載          | 失載          | 失載          | 失載          | 失載          | 失載          | 失載          | 失載          |
| 景泰四年 癸酉科 （1453年）     | 呂原 陳詢         | 彭時 趙恢     | 失載          | 失載          | 失載          | 失載          | 失載          | 失載          | 失載          | 失載          | 失載          | 失載          | 失載          | 失載          | 失載          |
| 景泰七年 丙子科 （1456年）     | 劉儼 黃諫         | 柯潛 劉俊     | 失載          | 失載          | 失載          | 失載          | 失載          | 失載          | 失載          | 失載          | 失載          | 失載          | 失載          | 失載          | 失載          |
| 天順三年 己卯科 （1459年）     | 倪謙 劉定之       | 錢溥 萬安     | 失載          | 失載          | 失載          | 失載          | 失載          | 失載          | 失載          | 失載          | 失載          | 失載          | 失載          | 失載          | 失載          |
| 天順六年 壬午科 （1462年）     | 陳鑑 劉宣         | 劉吉 邢讓     | 失載          | 失載          | 失載          | 失載          | 失載          | 失載          | 唐冕 戴魯     | 失載          | 失載          | 失載          | 失載          | 失載          | 失載          |
| 成化元年 乙酉科 （1465年）     | 吳節 柯潛         | 丘濬 彭華     | 失載          | 姚夔 不詳     | 失載          | 失載          | 失載          | 吳啟 柴璇     | 失載          | 失載          | 鄭鐄 馮禎     | 失載          | 失載          | 失載          | 失載          |
| 成化四年 戊子科 （1468年）     | 李泰 彭華         | 陳鑑 尹直     | 失載          | 失載          | 失載          | 失載          | 失載          | 失載          | 失載          | 失載          | 失載          | 張克廉 陳信   | 失載          | 失載          | 失載          |
| 成化七年 辛卯科 （1471年）     | 王獻 尹直         | 楊守陳 徐瓊   | 陶元素 不詳   | 失載          | 失載          | 失載          | 失載          | 失載          | 失載          | 陳信 朱旻     | 失載          | 王鸞 鄭重光   | 單暠 張瑄     | 失載          | 失載          |
| 成化十年 甲午科 （1474年）     | 黎淳 劉健         | 謝一夔 鄭環   | 失載          | 失載          | 失載          | 失載          | 失載          | 朱弘紀 史昱   | 失載          | 侯志良 游邦貞 | 失載          | 吳孜 劉璣     | 失載          | 失載          | 失載          |
| 成化十三年 丁酉科 （1477年）   | 彭時 徐鎋         | 劉健 周經     | 失載          | 失載          | 失載          | 失載          | 失載          | 失載          | 失載          | 失載          | 失載          | 失載          | 失載          | 失載          | 失載          |
| 成化十六年 庚子科 （1480年）   | 楊守陳 陸簡       | 李東陽 羅璟   | 失載          | 失載          | 失載          | 失載          | 失載          | 鄭昭 章英     | 失載          | 失載          | 失載          | 失載          | 失載          | 失載          | 失載          |
| 成化十九年 癸卯科 （1483年）   | 倪嶽 董越         | 張昇 商良臣   | 失載          | 失載          | 失載          | 失載          | 失載          | 汪恕 羅玄錫   | 失載          | 失載          | 失載          | 失載          | 失載          | 失載          | 失載          |
| 成化二十二年 丙午科 （1486年） | 李東陽 傅瀚       | 汪諧 程敏政   | 失載          | 失載          | 失載          | 失載          | 王佐 宋山     | 失載          | 黃奎 陳暢     | 失載          | 失載          | 朱瑭 鄭焯     | 失載          | 失載          | 失載          |
| 弘治二年 己酉科 （1489年）     | 吳寬 費誾         | 董越 張元禎   | 劉大夏 不詳   | 失載          | 失載          | 林光 孫鑰     | 失載          | 凌樞 洪忠     | 失載          | 失載          | 失載          | 吳清 周服     | 失載          | 失載          | 失載          |
| 弘治五年 壬子科 （1492年）     | 楊守阯 梁儲       | 王鏊 楊傑     | 失載          | 柯德贊 孫鑰   | 章懋 不詳     | 失載          | 失載          | 失載          | 宋山 濮琰     | 失載          | 失載          | 失載          | 失載          | 失載          | 失載          |
| 科次                           | 順天              | 應天          | 浙江          | 江西          | 福建          | 湖廣          | 河南          | 山東          | 山西          | 陝西          | 四川          | 廣東          | 廣西          | 雲貴          | 雲貴          |
| 弘治八年 乙卯科 （1495年）     | 張昇 馬廷用       | 楊守阯 江瀾   | 失載          | 失載          | 失載          | 失載          | 李勤 侯相     | 李仁 張澤     | 失載          | 孫文原 羅聰   | 失載          | 趙琥 顧潤     | 失載          | 失載          | 失載          |
| 弘治十一年 戊午科 （1498年）   | 王華 楊廷和       | 梁儲 劉機     | 失載          | 失載          | 失載          | 失載          | 濮琰 李濬     | 失載          | 失載          | 劉瑩 徐冠     | 失載          | 失載          | 失載          | 失載          | 失載          |
| 弘治十四年 辛酉科 （1501年）   | 楊廷和 毛紀       | 王華 劉忠     | 失載          | 失載          | 徐威 姜芳     | 失載          | 逯鼎 陳言     | 失載          | 失載          | 失載          | 失載          | 失載          | 失載          | 失載          | 失載          |
| 弘治十七年 甲子科 （1504年）   | 儲巏 羅玘         | 費宏 白鉞     | 楊廉 不詳     | 邵清 不詳     | 失載          | 失載          | 失載          | 王守仁 徐冠   | 失載          | 方琛 張茞     | 失載          | 失載          | 失載          | 失載          | 失載          |
| 正德二年 丁卯科 （1507年）     | 劉春 吳儼         | 傅珪 顧清     | 邵寶 不詳     | 失載          | 失載          | 失載          | 李恂 秦鎰     | 失載          | 曾政 曹鎧     | 失載          | 失載          | 陳勃 王傑     | 失載          | 失載          | 失載          |
| 正德五年 庚午科 （1510年）     | 傅珪 毛澄         | 蔣冕 朱希周   | 失載          | 徐泰 不詳     | 失載          | 失載          | 失載          | 失載          | 失載          | 失載          | 失載          | 劉才 何洽     | 失載          | 失載          | 失載          |
| 正德八年 癸酉科 （1513年）     | 吳一鵬 劉龍       | 倫文敘 賈詠   | 失載          | 失載          | 失載          | 失載          | 陸賢 王學夔   | 徐楠 吳彰德   | 方洪 劉謙     | 失載          | 失載          | 失載          | 失載          | 失載          | 失載          |
| 正德十一年 丙子科 （1516年）   | 汪俊 顧鼎臣       | 李廷相 溫仁和 | 彭流 陳良山   | 失載          | 失載          | 失載          | 失載          | 蔣承恩 何潔   | 李應陽 蕭珩   | 周慈 李楚     | 失載          | 失載          | 失載          | 失載          | 失載          |
| 正德十四年 己卯科 （1519年）   | 豐熙 劉龍         | 汪俊 李時     | 失載          |               | 失載          | 失載          | 楊中 吳洲     | 胡希銓 袁達   | 喻淮 成世安   | 失載          | 失載          | 應鵬仲 張敔   | 失載          | 失載          | 失載          |
| 嘉靖元年 壬午科 （1522年）     | 穆孔暉 溫仁和     | 董玘 翟鑾     | 失載          | 失載          | 失載          | 失載          | 鄧鏞 陰汝登   | 失載          | 劉大清 粘燦   | 失載          | 失載          | 失載          | 失載          | 失載          | 失載          |
| 嘉靖四年 乙酉科 （1525年）     | 翟鑾 謝丕         | 徐縉 張璧     | 失載          | 失載          | 失載          | 失載          | 失載          | 白鋼 安常     | 失載          | 林同 范維恭   | 失載          | 失載          | 失載          | 失載          | 失載          |
| 嘉靖七年 戊子科 （1528年）     | 韓邦奇 方鵬       | 張潮 彭澤     | 陸粲 華鑰     | 盧襄 屠應埈   | 陸銓 江以達   | 郭日休 吳龍   | 蕭璆 袁袠     | 劉世揚 陳篪   | 丘其仁 王庭   | 王嘉賓 李仁   | 鄺汴 王鴻漸   | 王激 余棐     | 祁敕 林云同   | 商大節 陳良策 | 商大節 陳良策 |
| 嘉靖十年 辛卯科 （1531年）     | 吳惠 蔡昂         | 席春 孫承恩   | 潘大賓 郭宗皋 | 王守 朱子和   | 張臬 張元孝   | 王禎 朱隆禧   | 潘恩 王汝孝   | 施昱 吳鵬     | 莊一俊 趙文華 | 王崇 王學益   | 祝詠 李遂     | 曾忭 王慎中   | 呂希周 阮朝東 | 焦維章 胡經   | 焦維章 胡經   |
| 嘉靖十三年 甲午科 （1534年）   | 廖道南 張袞       | 倫以訓 張治   | 高簡 何元述   | 楊文澤 陳錠   | 失載          | 王正槐 許某   | 失載          | 失載          | 失載          | 失載          | 失載          | 錢德洪 張㮣   | 失載          | 失載          | 失載          |
| 科次                           | 順天              | 應天          | 浙江          | 江西          | 福建          | 湖廣          | 河南          | 山東          | 山西          | 陝西          | 四川          | 廣東          | 廣西          | 雲南          | 貴州          |
| 嘉靖十六年 丁酉科 （1537年）   | 姚淶 孫承恩       | 江汝璧 歐陽衢 | 失載          | 徐階 不詳     | 薛應旂 李開先 | 失載          | 宋天民 莫如爵 | 失載          | 毛文琳 林應禎 | 林璧 毛鳳來   | 失載          | 王本才 郭愷   | 失載          | 失載          | 勳 王誥       |
| 嘉靖十九年 庚子科 （1540年）   | 童承敘 李學詩     | 張治 龔用卿   | 王汝孝 不詳   | 失載          | 失載          | 失載          | 趙恆 童珂     | 王應槐 文高   | 失載          | 失載          | 失載          | 王繼皐 劉康   | 失載          | 失載          | 失載          |
| 嘉靖二十二年 癸卯科 （1543年） | 秦鳴夏 浦應麒     | 華察 閔如霖   | 失載          | 失載          | 失載          | 失載          | 張節 莫侔     | 周鑛 劉燁     | 失載          | 失載          | 失載          | 李梓芳 項壇   | 失載          | 失載          | 失載          |
| 嘉靖二十五年 丙午科 （1546年） | 呂本 吳山         | 孫陞 郭朴     | 馮世昌 胡寧   | 失載          | 失載          | 失載          | 曲入繩 鄭用賓 | 失載          | 周京 蔡芝     | 失載          | 失載          | 潘靜深 蕭萬斛 | 失載          | 失載          | 毛沂 譽紹芳   |
| 嘉靖二十八年 己酉科 （1549年） | 康大和 閻樸       | 敖銑 黃廷用   | 失載          | 失載          | 失載          | 失載          | 敖銓 林秌     | 馮元 王三聘   | 鄭廷俊 朱安道 | 丘履中 盧奎   | 失載          | 林宗和 黃玉藻 | 失載          | 失載          | 失載          |
| 嘉靖三十一年 壬子科 （1552年） | 郭朴 秦鳴雷       | 尹臺 郭鎜     | 薛應旂 不詳   | 湯日新 不詳   | 朱文 黃宏     | 失載          | 劉存義 方沂   | 彭輅 劉熠     | 黃學準 吳讓   | 楊舉 袁廷椿   | 失載          | 黃以賢 苟文奎 | 失載          | 失載          | 失載          |
| 嘉靖三十四年 乙卯科 （1555年） | 袁煒 王維楨       | 嚴訥 潘晟     | 失載          | 失載          | 失載          | 失載          | 史資教 胡直   | 吳恩 陶淳     | 顧日新 袁文星 | 張國政 甯文光 | 失載          | 失載          | 失載          | 失載          | 失載          |
| 嘉靖三十七年 戊午科 （1558年） | 高拱 董份         | 瞿景淳 陳陞   | 文邦彥 黃元成 | 鄭元韶 徐惟輯 | 失載          | 失載          | 魏體謙 鄭延年 | 袁亮 孫世祿   | 失載          | 吳泮 陳希登   | 失載          | 施顯卿 錢呈之 | 失載          | 失載          | 失載          |
| 嘉靖四十年 辛酉科 （1561年）   | 胡正蒙 裴宇       | 吳情 胡杰     | 范惟一 不詳   | 失載          | 失載          | 失載          | 失載          | 失載          | 失載          | 失載          | 失載          | 宋大昇 黃士元 | 失載          | 失載          | 失載          |
| 嘉靖四十三年 甲子科 （1564年） | 林燫 殷士儋       | 汪鏜 孫世芳   | 梁柱臣 李聯芳 | 失載          | 失載          | 失載          | 林楚 蔡光祖   | 胡伯涵 劉田   | 吳紹周 吳迪   | 失載          | 鄭孔道 徐守   | 楊乾知 劉崇禮 | 失載          | 失載          | 失載          |
| 隆慶元年 丁卯科 （1567年）     | 丁士美 張四維     | 孫鋌 王希烈   | 失載          | 失載          | 姜寶 不詳     | 失載          | 熊子臣 劉𥖝   | 張成教 劉維藩 | 劉學朱 王進   | 袁邦彥 方攸賓 | 失載          | 失載          | 失載          | 失載          | 失載          |
| 隆慶四年 庚午科 （1570年）     | 丁士美 申時行     | 馬自強 陶大臨 | 失載          | 失載          | 失載          | 失載          | 艾穆 何其中   | 李之燁 余登庸 | 馬躍龍 謝良任 | 高魁 張師載   | 失載          | 鄒泰 萬濟川   | 失載          | 失載          | 失載          |
| 萬曆元年 癸酉科 （1573年）     | 王錫爵 陳經邦     | 范應期 何洛文 | 失載          | 失載          | 郭子章 不詳   | 王世貞 不詳   | 黎九皐 吳邦   | 失載          | 劉宗覲 譚文光 | 劉太和 宋崇獻 | 失載          | 潘鏊 徐宏     | 失載          | 陳大訓 勞守謙 | 周保 施弘璉   |
| 萬曆四年 丙子科 （1576年）     | 許國 何洛文       | 戴洵 陳思育   | 失載          | 失載          | 失載          | 舒鰲 不詳     | 孫有敷 俞應星 | 石守一 陳舜道 | 朱之藩 梅在廷 | 李維楨 不詳   | 失載          | 朱貞泰 楊重俊 | 失載          | 失載          | 失載          |
| 萬曆七年 己卯科 （1579年）     | 陳思育 周子義     | 高啓愚 羅萬化 | 胡定 不詳     | 王世懋 不詳   | 失載          | 失載          | 陳璽 李發     | 翟水宜 李廷謨 | 趙日新 王銳   | 任宗湯 王居仁 | 失載          | 鄭日休 唐師錫 | 失載          | 李時孳 彭師古 | 失載          |
| 萬曆十年 壬午科 （1582年）     | 朱賡 韓世能       | 沈鯉 沈懋孝   | 周溥 程端容   | 失載          | 周鐸 不詳     | 失載          | 失載          | 林應龍 郭廷翰 | 蘇允芳 官延澤 | 蘇廷龍 田有年 | 失載          | 陳道淳 胡仕朝 | 失載          | 顧憲成 不詳   | 失載          |
| 萬曆十三年 乙酉科 （1585年）   | 張一桂 陳于陛     | 于慎行 李長春 | 孫繼皐 常居敬 | 余孟麟 葉時新 | 黃洪憲 蔡文範 | 張應元 李同芳 | 陳大科 鄒觀光 | 王三餘 孫成名 | 王教 魏允孚   | 田疇 蕭良譽   | 唐堯欽 王德新 | 楊廷相 江鐸   | 張棟 林兆珂   | 楊文舉 彭夢祖 | 周夢暘 熊敦樸 |
| 萬曆十六年 戊子科 （1588年）   | 黃洪憲 盛訥       | 劉楚先 劉元震 | 蕭良有 胡汝寧 | 陸可教 陳燁   | 楊起元 劉學曾 | 馮琦 白希繡   | 張養蒙 張國璽 | 邵庶 趙壽祖   | 陳應芳 楊其休 | 朱來遠 向東   | 王士性 劉奕   | 陸懋龍 朱維京 | 舒弘緒 朱熙洽 | 李廷謨 陳所學 | 梁雲龍 洪有復 |
| 萬曆十九年 辛卯科 （1591年）   | 曾朝節 馮琦       | 陸可教 余繼登 | 李廷機 梅國樓 | 朱國祚 葉初春 | 孟養浩 姜鏡   | 張應登 唐伯元 | 丁懋遜 陳泰來 | 劉為楫 蔡應麟 | 李獻可 于若瀛 | 向東 梅守峻   | 陳尚象 吳鴻洙 | 嚴貞度 葉修   | 胡桂芳 吳宗熹 | 李開藻 莫睿   | 王命爵 黎芳   |
| 萬曆二十二年 甲午科 （1594年） | 蕭良有 李長春     | 李廷機 周應賓 | 吳中明 吳道南 | 黃汝良 彭應捷 | 王圖 方應選   | 葉繼美 莊懋華 | 劉文卿 賈維鑰 | 王登才 韓邦域 | 朱汝器 金時舒 | 王嘉謨 葉麃   | 江中信 袁茂英 | 曾偉芳 劉毅   | 蔡宗明 汪治   | 李徽猷 陸夢履 | 朱思明 竇子偁 |
| 萬曆二十五年 丁酉科 （1597年） | 全天敍 焦竑       | 葉向高 朱國祚 | 楊道賓 戴士衡 | 董其昌 程紹   | 劉曰寧 黃韑   | 馮有經 馮上知 | 李長庚 蔣春芳 | 錢養廉 沈朝煥 | 何倬 石九奏   | 吳仁度 田立家 | 李應策 侯執躬 | 鄧原岳 陳嘉訓 | 張宗孔 熊宇奇 | 王大合 沈時來 | 蘇茂相 鍾兆斗 |
| 萬曆二十八年 庚子科 （1600年） | 楊道賓 顧天埈     | 黃汝良 莊天合 | 劉生中 桂有根 | 楊繼禮 姚文蔚 | 朱國禎 吳用先 | 沈㴶 張其廉   | 倪斯蕙 陸應川 | 張問達 鮑應鰲 | 李叔春 應汝化 | 江中楠 胡國鑑 | 楊一葵 趙拱極 | 沈麟祥 張嗣誠 | 施爾志 謝廷諒 | 趙國琦 蔣之秀 | 黃士吉 王孟震 |
| 萬曆三十一年 癸卯科 （1603年） | 沈朝燁 浙江仁和縣 | 陶望齡 周如砥 | 高克正 梁有年 | 郭淐 陳治則   | 陳之龍 李之藻 | 孫如游 董復亨 | 趙標 王一楨   | 宋一韓 徐鑾   | 李作舟 王士騏 | 費兆元 馬從龍 | 江盈科 崔師訓 | 龐時雍 呂圖南 | 沈光祚 謝廷諒 | 程寰 姜志禮   | 朱化孚 張國儒 |
| 萬曆三十四年 丙午科 （1606年） | 吳道南 孫如游     | 馮有經 傅新德 | 蔣孟育 蕭近高 | 趙用光 曹于汴 | 何宗彥 翁憲祥 | 張邦紀 胡忻   | 卞承憲 吳亮   | 彭遵古 張汝霖 | 陳采 馬天錦   | 孟成巳 宋鴻儒 | 胡東漸 王畿   | 張維樞 魏說   | 王舜鼎 張鶴騰 | 陸錫恩 王宗義 | 張孔教 周延光 |
| 萬曆三十七年 己酉科 （1609年） | 蔣孟育 趙用光     | 何宗彥 南師仲 | 盛以弘 張國儒 | 黃國鼎 周曰庠 | 雷思霈 王紹徽 | 龔三益 顧士琦 | 王宗賢 胡思伸 | 彭惟成 邵輔忠 | 魏可簡 曹珍   | 袁宏道 朱一馮 | 張之厚 王元雅 | 鄔元會 趙賢意 | 劉仲斗 丘懋煒 | 朱之臣 李成名 | 丘雲肇 陳伯友 |
| 萬曆四十年 壬子科 （1612年）   | 郭淐 朱延禧       | 趙秉忠 邵景堯 | 鄭以偉 李瑾   | 周如磐 韓光祜 | 張以誠 徐紹吉 | 李胤昌 姚宗文 | 王紀 徐可行   | 梅之煥 楊述中 | 郭士望 王世德 | 趙士諤 蕭丁泰 | 張應徵 陳向廷 | 洪啟聰 繆國維 | 來斯行 沈士茂 | 余大成 王尊德 | 王家相 彭際遇 |
| 萬曆四十三年 乙卯科 （1615年） | 龔三益 楊守勤     | 周如磐 孫承宗 | 吳宗達 劉文炳 | 黃儒炳 吳亮嗣 | 來宗道 姜性   | 丘士毅 姚若水 | 周士顯 梁之垣 | 郭尚賓 徐鏌   | 王道元 米助   | 周希聖 潘瀾   | 盧維屏 顧起鳳 | 包見捷 陸夢龍 | 郭忠 董承詔   | 楊瞿崍 陳所志 | 趙明欽 鍾惺   |
| 萬曆四十六年 戊午科 （1618年） | 趙師聖 薛三省     | 鄭以偉 來宗道 | 林欲楫 張延登 | 成基命 范濟世 | 丁紹軾 張孔教 | 馬之騏 陳伯友 | 熊尚文 朱綵   | 李奇珍 吳伯與 | 陳騰鳳 唐文煥 | 楊一鵬 劉時俊 | 陸完學 齊琦名 | 熊秉鑑 陳應元 | 譚昌言 朱童蒙 | 洪啓初 李為京 | 方尚恂 陳玄藻 |
| 天啓元年 辛酉科 （1621年）     | 周炳謨 駱從宇     | 黃立極 黃儒炳 | 錢謙益 暴謙貞 | 周延儒 王繼曾 | 劉鍾英 汪慶百 | 繆昌期 朱童蒙 | 虞德隆 胡繼美 | 劉弘化 周鼎   | 何喬遠 李燁然 | 唐暉 趙嗣芳   | 梁建廷 楊弘備 | 華顏 吳之仁   | 顧大章 孫穀   | 金元嘉 張其平 | 項夢原 張檉芳 |
| 天啓四年 甲子科 （1624年）     | 李康先 王祚遠     | 李標 姜逢元   | 陳子壯 周之綱 | 丁乾學 郝土膏 | 顧錫疇 董承業 | 方逢年 章允儒 | 劉伸 胡繼美   | 熊人霖 李繼貞 | 熊奮渭 不詳   | 失載          | 劉餘祐 馬之陞 | 吳時亮 曹師稷 | 林肇開 王庭栢 | 施邦曜 丁鳴陛 | 傅宗龍 不詳   |
| 天啓七年 丁卯科 （1627年）     | 徐時泰 孫之獬     | 陳具慶 張士範 | 陳盟 張惟一   | 倪元璐 薛國觀 | 祁彪佳 不詳   | 李明睿 李魯生 | 王應泰 劉伸   | 張養 陸一騏   | 蔣一驄 陳賓盛 | 姚昌籙 胡福弘 | 康四海 孟兆祥 | 張茂頤 不詳   | 失載          | 李日儼 李昌齡 | 徐大儀 馬懋才 |
| 崇禎三年 庚午科 （1630年）     | 姚希孟 姚明恭     | 姜曰廣 陳演   | 黃道周 熊德陽 | 鄭之玄 許譽卿 | 失載          | 黃景昉 鍾炌   | 吳鳴虞 黃鳴俊 | 張承詔 王陞   | 喬可聘 不詳   | 失載          | 楊鴻 王秉鑑   | 徐應秋 周昌儒 | 李若愚 沈應明 | 失載          | 胡鍾麟 盧經   |
| 崇禎六年 癸酉科 （1633年）     | 方逢年 倪嘉善     | 丁進 蔣德璟   | 張維機 林正亨 | 楊汝成 張鏡心 | 馬之騏 劉安行 | 錢受益 張第元 | 宋應亨 王繼廉 | 孟國祚 應喜臣 | 葛寅亮 鄧𨥺   | 失載          | 失載          | 徐懋曙 不詳   | 曹三用 不詳   | 失載          | 張世基 王倓   |
| 崇禎九年 丙子科 （1636年）     | 劉世芳 劉必達     | 王錫袞 李建泰 | 胡世安 王猷   | 周鳳翔 周純修 | 吳之芳 李夢辰 | 吳偉業 宋玫   | 黃襄 郭之奇   | 凌義渠 陳組綬 | 失載          | 失載          | 桂一章 不詳   | 失載          | 失載          | 失載          | 熊經 韓啟泰   |
| 崇禎十二年 己卯科 （1639年）   | 黃起有 王廷垣     | 張維機 楊觀光 | 衛胤文 顧國寶 | 馬世奇 尹洗   | 劉理順 吳甘來 | 王邵 章正宸   | 柴挺然 張若麒 | 吳貞啟 洪恩炤 | 姚鈿 王追駿   | 熊文舉 李仲熊 | 失載          | 失載          | 失載          | 失載          | 劉文翰 陳際泰 |
| 崇禎十五年 壬午科 （1642年）   | 羅大任 楊士聰     | 何瑞徵 朱統鉓 | 吳國華 范淑泰 | 黃士藻 黃鶴僊 | 吳之芳 徐開禧 | 不詳 孫承澤   | 失載          | 失載          | 失載          | 梁羽明 不詳   | 失載          | 失載          | 失載          | 失載          | 傅天錫 吳允謙 |
| 科次                           | 順天              | 應天          | 浙江          | 江西          | 福建          | 湖廣          | 河南          | 山東          | 山西          | 陝西          | 四川          | 廣東          | 廣西          | 雲南          | 貴州          |

### 南明
| 科次                         | 江西        | 福建        | 湖廣        | 河南 | 四川          | 廣東          | 廣西          | 雲南          | 貴州        |
| ---------------------------- | ----------- | ----------- | ----------- | ---- | ------------- | ------------- | ------------- | ------------- | ----------- |
| 弘光元年 乙酉科 （1645年）   |             | 戴英 陳之遴 |             | 失載 | 米壽圖 不詳   | 譚貞良 不詳   |               |               |             |
| 隆武元年 乙酉科 （1645年）   | 張家玉 不詳 |             |             |      |               |               | 林明順 陳天定 |               | 林志遠 不詳 |
| 科次                         | 江西        | 天興        | 湖廣        | 河南 | 四川          | 廣東          | 廣西          | 雲南          | 貴州        |
| 隆武二年 丙戌科 （1646年）   |             | 劉以修 閔肅 | 楊喬然 不詳 |      |               | 李用楫 鄭羽儀 |               | 徐復儀 王景亮 |             |
| 永曆二年 戊子科 （1646年）   |             |             |             |      |               |               |               |               | 朱天鳳 不詳 |
| 永曆五年 辛卯科 （1651年）   |             |             |             |      |               |               |               |               | 鄭之珖 不詳 |
| 科次                         | 江西        | 天興        | 湖廣        | 河南 | 四川          | 廣東          | 廣西          | 雲興          | 貴州        |
| 永曆八年 甲午科 （1654年）   |             |             |             |      | 龔懋熙 不詳   |               |               | 汪郊 楊在     | 龔懋熙 不詳 |
| 永曆十一年 丁酉科 （1657年） |             |             |             |      | 黃正謨 陸必巘 |               |               | 汪郊 楊在     |             |

### 附：武鄉試主考官
武鄉試主考官僅以下可考：
| 科次                           | 地區 | 考官        | 備註    |
| ------------------------------ | ---- | ----------- | ------- |
| 嘉靖二十八年 己酉科 （1549年） | 應天 | 金城 姚唐   | [ 164 ] |
| 萬曆四十六年 戊午科 （1618年） | 陝西 | 王雅量 不詳 | [ 165 ] |